# NGC 18
NGC 18 es un sistema de doble estrella (ambos G4) ubicado en la constelación de Pegasus. Fue grabado por primera vez por Herman Schultz el 15 de octubre de 1866. Fue buscado pero no encontrado por Édouard Stephan el 2 de octubre de 1882. Guillaume Bigourdan lo observó de forma independiente en noviembre de 1886.
Ambas estrellas están a 2528 ± 20 años luz de distancia, y según esta distancia tienen una separación mínima de aproximadamente 2,700 UA, una separación inusualmente amplia para un sistema binario.
Fuentes de datos de NGC 18
- [NGC] New General Catalogue / [IC] Index Catalogue (Dreyer - 1888, 1895, 1908)
- [HC-PPL] NGC/IC Accurate Positions List Database (Corwin - 1996 thru 2006)
- [RE-NGCDDB] NGC Discoverer's Database (Erdmann 1990 - 2006)
- [SG-NGCO] NGC/IC Observations Database (Gottlieb - 1998 thru 2006)
- [RE-AZDB] The Arizona Database®, V15.5 (Erdmann - 1987 thru 2006)
- [HC-PSDB] NGC Historical Notes Database (Corwin - 1996 thru 2006)
- [DSS] Digitized Sky Survey - 1st (102 CD-ROM) and 2nd (Web Site) Generation (STScI - 1994)
- [NED] NASA's Extragalactic Database (NED)